# راسيل كلارك
راسيل كلارك (بالإنجليزية: Russell Clark)‏ هو رسام نيوزيلندي، ولد في 27 أغسطس 1905 في كرايستشرش في نيوزيلندا، وتوفي في 29 يوليو 1966.